# Antidesma pachybotryum
Espèce
Antidesma pachybotryum Pax & K.Hoffm. est une espèce de plantes à fleurs de la famille des Phyllanthaceae et du genre Antidesma, présente en Afrique tropicale. 

## Description
C'est un arbrisseau de 2 à 2,5 m de hauteur, à fleurs blanc verdâtre. Il se distingue des autres espèces du genre Antidesma par ses grandes feuilles et son long tomentum brun. On le trouve en outre à une altitude plus importante, entre 1 000 et 1 630 m.

## Distribution
Le premier spécimen a été découvert par Carl Ludwig Ledermann, au cours de son périple au Cameroun, le 22 janvier 1909 entre Mbanti et Tibati, dans une forêt-galerie sur un sol partiellement marécageux
Historiquement l'espèce n'est connue qu'à travers sept emplacements, situés sur un arc reliant du sud à l'est les hauts plateaux de Bamenda à ceux de l'Adamaoua (Dschang, Bamenda, Mbouda, Dom, Tibati et Tibati-Mbanti). En 1914, Mildbraed a également identifié l'espèce à Bouar en République centrafricaine. À l'exception de Dom, elle n'a plus été observée sur ces sites depuis plus de 40 ans. À ce titre, elle est considérée comme vulnérable.